# Arctostaphylos manzanita
Espèce
Arctostaphylos manzanita, l'Arctostaphyle commune (une des espèces de manzanitas), est une espèce de plantes à fleurs dicotylédones de la famille des Ericaceae, sous-famille des Arbutoideae, endémique des chaînes côtières californiennes. C'est un arbuste ou petit arbre, à port dressé, au houppier globuleux, de 2 à 8 mètres de haut, pouvant présenter des broussins proéminents sur le tronc. Il est abondant dans les chaparrals et les forêts de conifères tempérées.

## Taxinomie

### Synonymes
Selon The Plant List (28 janvier 2022) :
- Arctostaphylos bowermaniae Roof
- Arctostaphylos manzanita var. apiculata Jeps.
- Arctostaphylos pungens subsp. manzanita (Parry) Roof
- Uva-ursi manzanita (Parry) A. Heller

### Sous-espèces
Selon NCBI (28 janvier 2022) :
- Arctostaphylos manzanita subsp. elegans (Jeps.) P.V.Wells
- Arctostaphylos manzanita subsp. glaucescens P.V.Wells
- Arctostaphylos manzanita subsp. laevigata (Eastw.) Munz
- Arctostaphylos manzanita subsp. manzanita
- Arctostaphylos manzanita subsp. roofii (Gankin) P.V.Wells

## Sources
- (en) Casebeer, Discover California Shrubs, California: Hooker Press, 2004, 120 p. (ISBN 978-0-9665463-1-6)